# SMS Admiral Spaun
O SMS Admiral Spaun foi um cruzador de reconhecimento operado pela Marinha Austro-Húngara. Sua construção começou em maio de 1908 no Arsenal Naval de Pola e foi lançado ao mar em outubro de 1909, sendo comissionado na frota austro-húngara em novembro do ano seguinte. Era armado com uma bateria principal composta por sete canhões de 100 milímetros instalados em montagens pedestais individuais, possuía um deslocamento carregado de quatro mil toneladas e conseguia alcançar uma velocidade máxima de 27 nós (cinquenta quilômetros por hora).
O Admiral Spaun foi mobilizado durante a Guerra Ítalo-Turca e Primeira Guerra Balcânica em precaução em caso de conflito contra a Sérvia. Com o início da Primeira Guerra Mundial, o navio inicialmente teve pouco o que fazer. Ele participou em maio de 1915 do Bombardeio de Ancona e depois disso atuou principalmente em vários ataques contra a Barragem de Otranto. Ele participaria de um grande ataque contra a barragem em junho de 1918 junto com boa parte da frota, porém a operação foi cancelada por causa do naufrágio do couraçado SMS Szent István.
A Áustria-Hungria, à beira da derrota em outubro de 1918, tentou transferir sua frota para o recém-declarado Estado dos Eslovenos, Croatas e Sérvios, porém essa transferência não foi reconhecida pelo Armistício de Villa Giusti, assinado no início de novembro. O Admiral Spaun foi tomado pelos Aliados e inicialmente transferido para a Itália, que o desfilou como troféu de guerra em Veneza em março de 1919. Sob os termos do Tratado de Saint-Germain-en-Laye de setembro de 1919, o cruzador foi cedido como prêmio de guerra ao Reino Unido e desmontado entre 1920 e 1921.

## Antecedentes

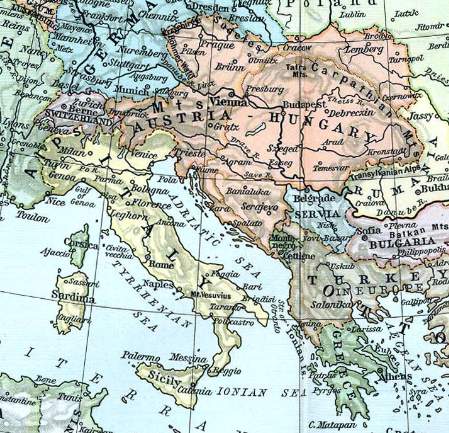
Mapa da Áustria-Hungria e Itália em 1911, com o Mar Adriático entre os dois

A tonelagem total de navios da Marinha Austro-Húngara em 1904 era de 131 mil toneladas. A frota era capaz de defender o litoral da Áustria-Hungria, mas era drasticamente inferior a outras grandes marinhas presente no Mar Mediterrâneo, especialmente a Marinha Real Italiana e Marinha Real Britânica. A Liga Naval Austríaca foi estabelecida em setembro de 1904, enquanto no mês seguinte o vice-almirante conde Rudolf Montecuccoli foi nomeado Comandante da Marinha e Chefe da Seção Naval dentro do Ministério da Guerra. Com isto, a Marinha Austro-Húngara começou um programa de expansão naval que tinha a intenção de igualar o país com as outras grandes potências europeias. Montecuccoli imediatamente foi atrás dos mesmos esforços defendidos pelo almirante barão Hermann von Spaun, seu predecessor, e começou a fazer pressão por uma marinha expandida e modernizada.
A política naval austro-húngara começou a mudar logo no início do século XX para longe da simples defesa litorânea de décadas anteriores em favor da projeção de poderio naval no Mar Adriático e até mesmo no Mediterrâneo. Esta mudança foi motivada tanto por fatores internos quanto por externos. Novas ferrovias tinham sido construídas entre 1906 e 1908 através dos passos alpinos, conectando Trieste e o litoral da Dalmácia com o resto do império. Impostos mais baixos no porto de Trieste ajudaram na expansão da cidade e também no crescimento similar da marinha mercante austro-húngara. Estas mudanças necessitaram o desenvolvimento de novos navios capazes de fazerem mais do que apenas defenderem o litoral da Áustria-Hungria.
Poderio naval, antes da virada do século, não tinha sido uma prioridade da política externa do império e a marinha atraia pouco interesse ou apoio público. Entretanto, a nomeação em setembro de 1902 do arquiduque Francisco Fernando, herdeiro presuntivo do trono austro-húngaro e um grande proponente da expansão naval, para a posição de almirante aumentou muito a importância da marinha nos olhos do público e também dos parlamentos austríaco e húngaro. O interesse de Francisco Fernando vinha principalmente de sua crença de que uma marinha forte seria necessária para competir com a Itália, que ele enxergava como a maior ameaça regional da Áustria-Hungria.

### Corrida armamentista
O Admiral Spaun foi autorizado quanto a Áustria-Hungria estava em uma corrida armamentista naval contra a Itália, que era, pelo menos nominalmente, sua aliada. A Marinha Real Italiana era considerada a potência naval mais importante da região, com a qual a Áustria-Hungria frequentemente se comparava desfavoravelmente. A disparidade entre as marinhas dos dois países já existia há décadas; no final da década de 1880, a Itália tinha a terceira maior frota naval do mundo, atrás apenas da Marinha Real Britânica e da Marinha Nacional Francesa. Essa disparidade foi um pouco equalizada pelo crescimento da Marinha Imperial Russa e da Marinha Imperial Alemã, que superaram a Marinha Real Italiana em 1893 e 1894, respectivamente, porém o equilíbrio começou a pender de volta em favor da Itália em meados de 1904. Neste ano a Marinha Real Italiana tinha uma tonelagem que era mais do que o dobro daquela da Marinha Austro-Húngara, possuindo também mais do que o dobro do número de cruzadores.
| Poderio naval da Itália e Áustria-Hungria em 1904 | Poderio naval da Itália e Áustria-Hungria em 1904 | Poderio naval da Itália e Áustria-Hungria em 1904 | Poderio naval da Itália e Áustria-Hungria em 1904 | Poderio naval da Itália e Áustria-Hungria em 1904 | Poderio naval da Itália e Áustria-Hungria em 1904 |
| ------------------------------------------------- | ------------------------------------------------- | ------------------------------------------------- | ------------------------------------------------- | ------------------------------------------------- | ------------------------------------------------- |
| Tipo                                              | Itália                                            | Itália                                            | Áustria-Hungria                                   | Áustria-Hungria                                   | Razão de tonelagem                                |
| Tipo                                              | Número                                            | Tonelagem                                         | Número                                            | Tonelagem                                         | Razão de tonelagem                                |
| Couraçados                                        | 13                                                | 166 724 t                                         | 10                                                | 85 560 t                                          | 1,9:1                                             |
| Cruzadores blindados                              | 6                                                 | 39 903 t                                          | 3                                                 | 18 810 t                                          | 2,1:1                                             |
| Cruzadores protegidos                             | 14                                                | 37 393 t                                          | 6                                                 | 17 454 t                                          | 2,1:1                                             |
| Contratorpedeiros                                 | 15                                                | 12 848 t                                          | 8                                                 | 5 070 t                                           | 2,5:1                                             |
| Barcos torpedeiros                                | 145                                               | 10 477 t                                          | 68                                                | 4 252 t                                           | 2,4:1                                             |
| Total                                             | 195                                               | 267 345 t                                         | 95                                                | 131 246 t                                         | 2,3:1                                             |

### Proposta
O Admiral Spaun foi concebido no papel no início de 1905 quando Montecuccoli esboçou sua primeira proposta para uma frota austro-húngara expandida e moderna como parte de seu plano para construir uma marinha grande o bastante para projetar poder no Mar Adriático. Este plano inicialmente consistia em doze couraçados, quatro cruzadores blindados, oito cruzadores de reconhecimento, dezoito contratorpedeiros, 36 torpedeiros de alto-mar e seis submarinos. Específicos do projeto ainda não tinham sido elaborados, mas quatro dos cruzadores de reconhecimento propostos no plano de Montecuccoli se tornariam o Admiral Spaun e a sucessora Classe Novara. Entretanto, a votação do plano foi adiada durante a maior parte de 1905 devido a uma crise política no governo húngaro. Foi apenas no final do ano que as delegações austríaca e húngara para Assuntos Comuns aprovassem o programa proposto por Montecuccoli. Sob os termos do acordo de orçamento, 121 milhões de coroas foram destinados para construção naval por um período de três anos, com parcelas desse crédito especial sendo retroativamente datado de volta para 1904. Esse orçamento não tinha o dinheiro para os outros cruzadores que Montecuccoli queria construir, mas tinha financiamento para os três couraçados que se tornariam a Classe Erzherzog Karl, seis contratorpedeiros e o Admiral Spaun.

## Projeto

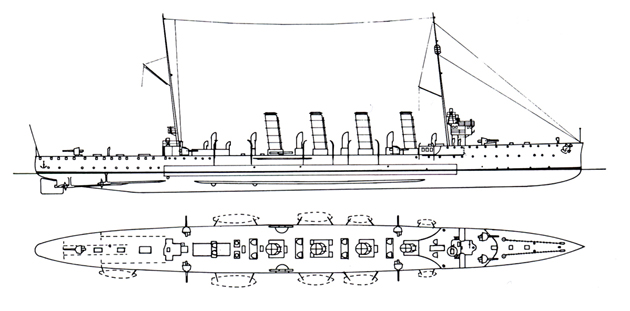
Desenho do Admiral Spaun

O Admiral Spaun foi projetado para missões de reconhecimento, baseado na premissa de que sua área de operação ficaria em sua maior parte confinada ao Mar Adriático. A intenção era que ele atuasse como um cruzador veloz capaz de realizar missões de ataque rápido ao mesmo tempo que ameaçava rotas de comunicação e de comboios. Montecuccoli acreditava que, caso a Áustria-Hungria entrasse em um grande conflito naval englobando o Mediterrâneo, o Admiral Spaun ainda assim seria capaz de desempenhar sua função de forma bem-sucedida e consequentemente uma classe de cruzadores de batalha não seria necessária. O projeto do navio foi tão bem-recebido após sua construção que foi usado de base para a sucessora Classe Novara. As similaridades entre o Admiral Spaun e a Classe Novara eram tantas que publicações tanto contemporâneas quanto modernas ocasionalmente agrupam os quatro navios como membros da mesma classe.
O cruzador tinha 125,2 metros de comprimento entre perpendiculares, 129,7 metros de comprimento da linha de flutuação e 130,6 metros de comprimento de fora a fora. Sua boca era de 12,8 metros e o calado máximo de 5,3 metros. Foi projetado para ter um deslocamento normal de 3,5 mil toneladas e um deslocamento carregado de quatro mil toneladas. O sistema de propulsão consistia em dezesseis caldeiras Yarrow de tubo d'água que alimentavam seis turbinas a vapor Parsons, girando ao todo quatro hélices. Esse sistema foi projetado para uma potência indicada entre 25 130 e 25 254 cavalos-vapor (18,5 e 18,6 mil quilowatts), suficiente para uma velocidade máxima de 27,07 nós (50,13 quilômetros por hora). Sua tripulação era formada por 320 a 327 oficiais e marinheiros.
A bateria principal do Admiral Spaun consistia em sete canhões Škoda K11 calibre 50 de 100 milímetros em montagens pedestais únicas. Duas ficavam na frente da superestrutura no castelo da proa, quatro a meia-nau com duas em cada lateral e a última no tombadilho. Também possuía um canhão Škoda SFK L/44 de 47 milímetros. Um canhão antiaéreo Škoda K10 calibre 50 de 66 milímetros e quatro tubos de torpedo de 533 milímetros em duas montagens duplas foram instalados em 1916. As armas do Admiral Spaun eram menores do que aquelas em cruzadores contemporâneos, o que levou a planos para a remoção dos canhões do castelo da proa e tombadilho e sua substituição por dois canhões de 150 milímetros, porém isto nunca foram realizado antes do fim da Primeira Guerra Mundial. Essas armas pequenas eram parcialmente devido ao desejo da Marinha Austro-Húngara de que o navio fosse mais rápido e mais bem protegido que outros cruzadores da época, consequentemente o armamento precisou ser reduzido.
O cinturão principal de blindagem do Admiral Spaun na linha d'água que tinha sessenta milímetros de espessura a meia-nau. Seu convés tinha uma espessura de vinte milímetros, enquanto a torre de comando tinha sessenta milímetros. As armas de 100 milímetros eram protegidas por escudos de quarenta milímetros de espessura.

## Construção

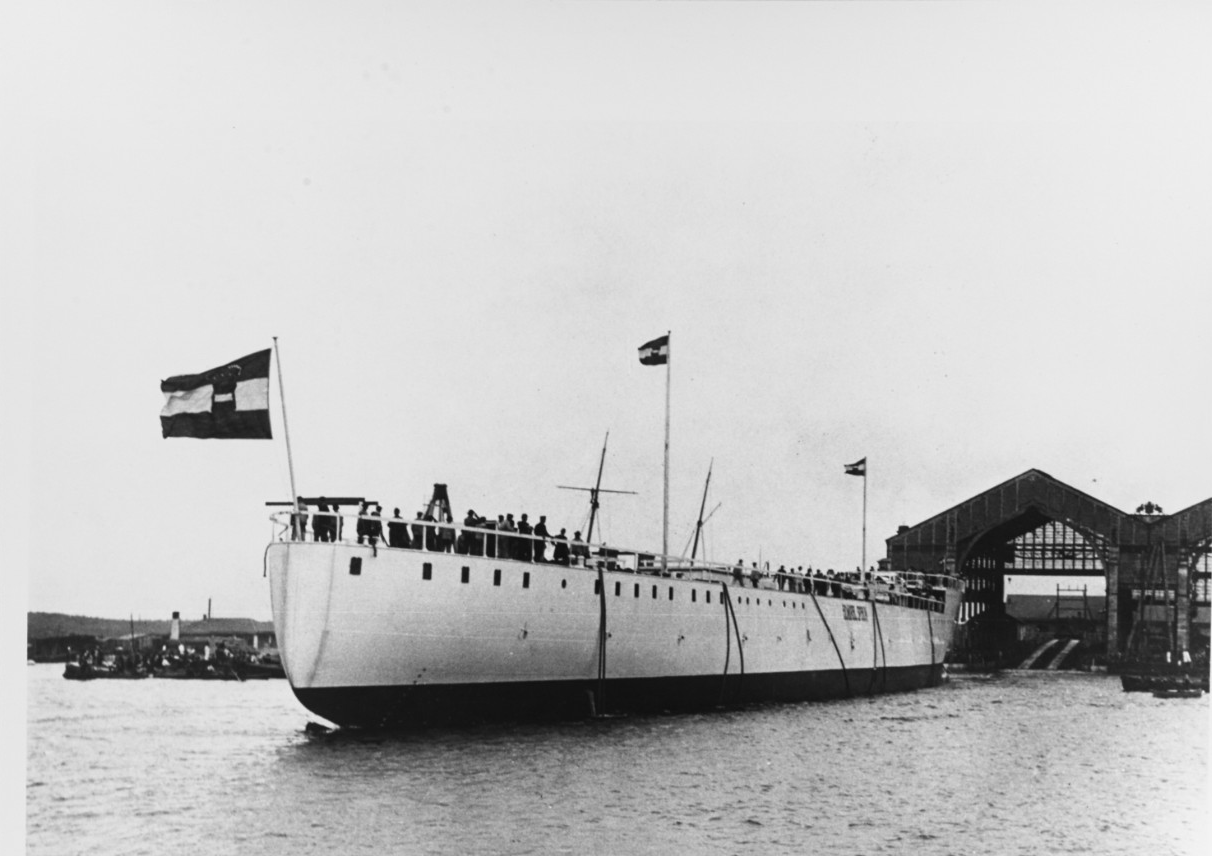
O lançamento do Admiral Spaun em Pola no dia 30 de outubro de 1909

O batimento de quilha do Admiral Spaun ocorreu em 30 de maio de 1908 no Arsenal Naval de Pola, em Ístria no Litoral Austríaco. A Stabilimento Tecnico Triestino firmou um acordo com a britânica Parsons Marine Steam Turbine Company para que a construção das turbinas a vapor do cruzador pudesse ocorrer em Trieste com materiais adquiridos na própria Áustria-Hungria. O Admiral Spaun foi o primeiro navio da Marinha Austro-Húngara cujo sistema de propulsão era composto por turbinas a vapor.
Montecuccoli propôs ao Conselho Ministerial Austro-Húngaro em setembro de 1909 um orçamento para o ano seguinte que autorizaria a construção dos três cruzadores de reconhecimento da Classe Novara, mais os quatro dreadnoughts da Classe Tegetthoff e vários barcos torpedeiros e submarinos. Seu desejo de construir os novos cruzadores foi adiado, desta vez devido aos custos da anexação da Bósnia e Herzegovina e mobilização da marinha e exército no auge da Crise Bósnia. A Marinha Austro-Húngara ainda assim recebeu o dinheiro necessário para acelerar a finalização dos pré-dreadnoughts da Classe Radetzky e do Admiral Spaun.
O Admiral Spaun foi lançado ao mar em 30 de outubro de 1909. Seguiu-se o processo de equipagem e então testes marítimos por um período de ano. A embarcação tinha sido projetada para alcançar uma velocidade máxima maior do que cruzadores contemporâneos de outras marinhas. Ele conseguiu alcançar uma velocidade de 27,07 nós durante seus testes de velocidade em setembro de 1910, que era 1,07 nó (1,98 quilômetro por hora) a mais do que a velocidade especificada no contrato de construção. Ele foi comissionado na Marinha Austro-Húngara em 15 de novembro de 1910.

## História

### Pré-guerra
A Guerra Ítalo-Turca estourou em setembro de 1911 e as tensões entre Áustria-Hungria e Itália fizeram com que a Marinha Austro-Húngara fosse colocada em alerta, incluindo o Admiral Spaun. A Primeira Guerra Balcânica começou em outubro de 1912 antes mesmo do fim formal da Guerra Ítalo-Turca, com instabilidade na Síria fazendo os austro-húngaros enviarem uma força para uma demonstração naval. Esta era formada pelo Admiral Spaun, os três couraçados pré-dreadnoughts da Classe Radetzky, o cruzador protegido SMS Aspern e os contratorpedeiros SMS Uskoke e SMS Wildfang. A frota deixou Pola em 5 de novembro e parou dois dias depois na Baía de Beşik, na entrada de Dardanelos, esperando até o dia 9 por autorização para entrarem nos estreitos e seguirem até Constantinopla. A Sérvia aparentemente ficou à beira de conquistar um litoral no Mar Adriático logo no mês seguinte, porém Áustria-Hungria e Itália eram contra isso por medo que possíveis portos sérvios fossem usados pela Rússia. A Marinha Austro-Húngara foi novamente mobilizada e o Admiral Spaun convocado de volta, juntando-se ao resto da frota no Mar Egeu, que estava pronta para agir em caso de guerra contra Sérvia e Rússia. A crise diminuiu depois da assinatura do Tratado de Londres e as forças navais austro-húngaras de desmobilizaram em 28 de maio de 1913.
O couraçado SMS Viribus Unitis transportou Francisco Fernando para a Bósnia e Herzegovina em junho de 1914. O plano era que o arquiduque acompanhasse exercícios militares e depois encontrasse com sua esposa Sofia, Duquesa de Hohenberg, para uma visita a Sarajevo, onde inaugurariam um museu. Os dois acabaram assassinados na cidade em 28 de junho. O almirante Anton Haus, o sucessor de Montecuccoli no comando da marinha, partiu de Pola assim que soube dos assassinatos com uma flotilha composta pelo Admiral Spaun, o couraçado SMS Tegetthoff e vários barcos torpedeiros. Os corpos de Francisco Fernando e Sofia foram transferidos dois dias depois para o Viribus Unitis com o objetivo de serem levados de volta a Trieste. O Admiral Spaun e o resto da flotilha de Haus escoltaram o couraçado na jornada de volta; toda a formação navegou lentamente ao longo do litoral da Dalmácia, geralmente com terra a vista. Cidades e vilarejos litorâneos soaram os sinos de suas igrejas enquanto espectadores assistiam a frota passar. A morte de Francisco Fernando causou a Crise de Julho, que culminou com a Áustria-Hungria declarando guerra contra a Sérvia em 28 de julho.

### Primeira Guerra

#### Início

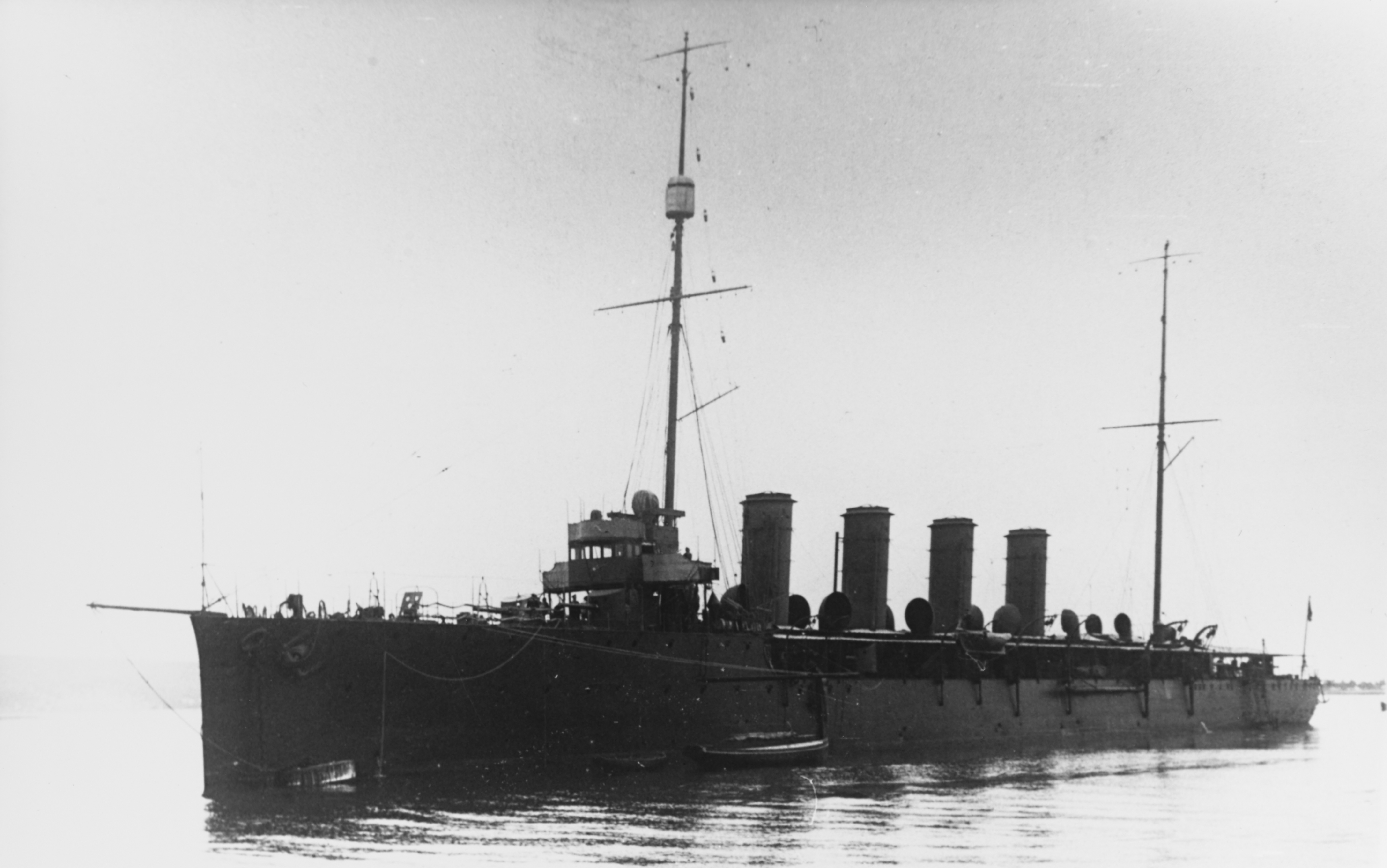
O Admiral Spaun c. 1914

A assistência austro-húngara foi logo requerida pelo cruzador de batalha SMS Goeben e o cruzador rápido SMS Breslau alemães. Estes estavam tentando fugir de Messina, onde estavam se reabastecendo antes do início da guerra. Embarcações britânicas começaram a se reunir perto de Messina nas primeiras semanas de agosto em uma tentativa de prender os alemães. A Áustria-Hungria ainda não tinha mobilizado sua frota, porém uma força foi reunida para auxiliar os alemães, que incluía o Admiral Spaun e vários outros navios de guerra. O alto-comando austro-húngaro não queria instigar uma guerra contra o Reino Unido, assim ordenou que sua frota evitasse as embarcações britânicas e apenas apoiasse os navios alemães abertamente enquanto estivessem em águas austro-húngaras. O Goeben e o Breslau partiram de Messina em 7 de agosto e a frota austro-húngara partiu para Brindisi a fim de encontrar-se com os alemães e escoltá-los até um porto aliado na Áustria-Hungria. Os alemães acabaram seguindo para o Império Otomano e a frota austro-húngara, em vez de acompanhá-los até o Mar Negro, deu a volta e retornou para sua base naval em Pola.
O Admiral Spaun e o resto da Marinha Austro-Húngara pouco fizeram pouco fizeram depois da fuga do Goeben e Breslau, passando a maior parte de seu tempo ancorados. Essa inatividade se deu por vários motivos, como temores de minas navais no Adriático, medo que um confronto direto contra a Marinha Nacional Francesa fosse enfraquecer a Marinha Austro-Húngara a ponto de permitir livre operação para a Marinha Real Italiana, um bloqueio anglo-francês do Mar Adriático na forma da Barragem de Otranto e escassez de carvão. Este último vinha do fato de que 75% do suprimento de carvão da Áustria-Hungria era comprado do Reino Unido. Consequentemente, os principais navios austro-húngaros foram empregados como uma frota de intimidação, prendendo forças navais Aliadas na região, enquanto unidades rápidas como o Admiral Spaun e barcos torpedeiros foram usados para incursões que tinham o objetivo de reduzir a superioridade numérica inimiga antes que uma batalha decisiva pudesse ser travada.
Entretanto, o Admiral Spaun sofria de problemas crônicos relacionados ao seu sistema de propulsão, o que prejudicou sua capacidade de ser enviado em operações e incursões pelo Adriático de maneira similar aos três cruzadores da Classe Novara. O historiador naval Erwin F. Sieche chegou a escrever que "o navio sofreu de tantos problemas constantes com seus motores que nunca participou das operações de cruzadores de seus sucessores, porém teve serviço de guerra em papeis menores e menos perigosos".

#### Ancona

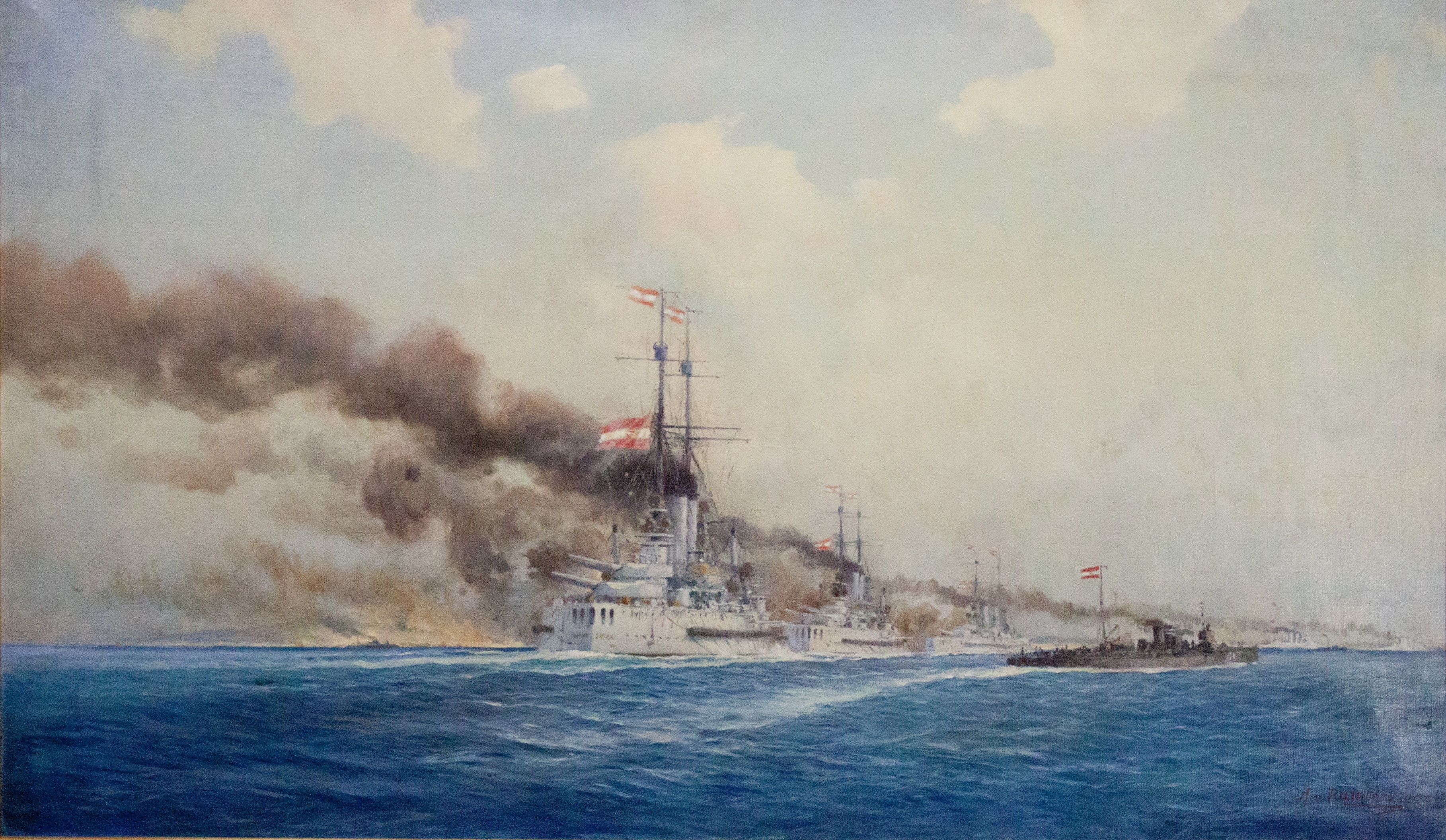
Pintura de August von Ramberg dos couraçados da Classe Tegetthoff participando do Bombardeio de Ancona em 24 de maio de 1915

A Itália negociou com os Aliados sua entrada no conflito em abril de 1915. Os italianos renunciaram a sua aliança prévia com a Alemanha e Áustria-Hungria em 4 de maio, dando a todos um aviso adiantado de que a Itália estava se preparando para entrar em guerra contra eles. Haus fez preparações a fim de enviar suas principais embarcações para o Adriático e realizar um grande ataque contra a Itália assim que a guerra fosse declarada, com o imperador Francisco José I dando permissão para a operação em 20 de maio. A declaração ocorreu três dias depois, com a frota austro-húngara, incluindo o Admiral Spaun, deixando Pola entre duas e quatro horas depois de a declaração ter sido recebida, seguindo para bombardear a costa italiana.
O Admiral Spaun, os cruzadores de reconhecimento SMS Saida e SMS Helgoland, o cruzador protegido SMS Szigetvár e nove contratorpedeiros foram encarregados de proporcionar escolta contra um possível contra-ataque italiano enquanto o bombardeio estivesse em andamento no litoral, algo que nunca aconteceu. Durante essa escolta o Admiral Spaun bombardeou o porto de Termoli, danificando uma ponte ferroviária e trem de carga, seguindo então para Campomarino, onde atacou um pátio de trens e estações ferroviárias, destruindo ambos. O Bombardeio de Ancona foi um enorme sucesso para a Marinha Austro-Húngara, com a infraestrutura portuária e militar de Ancona e das cidades vizinhas tendo sido seriamente danificada.

#### Restante

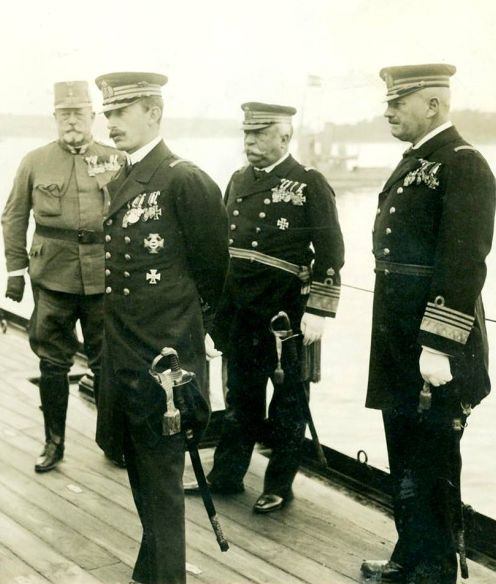
O imperador Carlos I (segundo da esquerda) visitando o Admiral Spaun em 25 de outubro de 1917

O cruzador tornou-se um dos navios mais usados da Marinha Austro-Húngara depois da entrada da Itália na guerra, porém os problemas mecânicos em seus motores o impediram de participar do mesmo número e tipo de ataques e incursões que as embarcações da Classe Novara. Pelos meses seguintes atuou no norte do Adriático proporcionando cobertura para operações de criação de campos minados e de varreduras à procura de minas. O Admiral Spaun acabou empregado em algumas incursões em deveres secundários. Por exemplo, O Helgoland e cinco contratorpedeiros participaram na noite de 28 de dezembro de 1915 de uma incursão contra navios franceses e italianos, porém dois dos contratorpedeiros bateram em minas, com um afundando. O Admiral Spaun, o Novara e o antigo navio de defesa de costa SMS Budapest foram enviados para ajudar, encontrando-se com os navios sobreviventes e os escoltando de volta para Cátaro.
Os dois anos seguintes foram bem menos movimentados, pois os problemas mecânicos persistiram. A embarcação continuou desempenhando suas funções secundárias e passou por uma pequena reforma em 1916 que fortaleceu seu armamento. O navio de defesa de costa SMS Wien foi torpedeado por lanchas italianas em 10 de dezembro de 1917, com o Admiral Spaun, o couraçado pré-dreadnought SMS Árpád e seis contratorpedeiros sendo enviados para reforçar as defesas do porto de Trieste. Estes navios juntaram-se ao Budapest e mais dezesseis barcos torpedeiros, cinco draga-minas e quatro hidroaviões nove dias depois para uma ação de bombardeio de posições italianas na foz do rio Piave. Esta operação tinha o objetivo de proporcionar cobertura para uma divisão do Exército Austro-Húngaro que cruzaria o rio, porém fracassou devido ao mau tempo. O Admiral Spaun e o resto da frota retornaram para Pola em 1º de janeiro de 1918.
O contra-almirante Miklós Horthy assumiu o comando da marinha em fevereiro de 1918, reorganizando-a de acordo com sua visão e também tirando a frota do porto com o objetivo de realizarem exercícios de manobra e artilharia regularmente. Foram as maiores operações que a marinha tinha feito desde o início da guerra. Essas ações tinham a intenção de restaurar a ordem depois de vários motins fracassados entre as tripulações mais inativas, mas também para preparar a frota para uma grande operação ofensiva. Horthy resolveu realizar uma grande ofensiva com a frota a fim de abordar a moral baixa e o tédio dos marinheiros, além de facilitar a saída de u-boots austro-húngaros e alemães do Adriático para o Mediterrâneo. Ele concluiu que a frota estava pronta depois de meses de exercícios, marcando a ofensiva para o início de junho de 1918.
O plano de Horthy era atacar a Barragem de Otranto com uma grande frota de couraçados, barcos torpedeiros, contratorpedeiros e cruzadores. O Admiral Spaun, o Saida e quatro barcos torpedeiros deveriam navegar até Otranto e bombardear estações aeronavais italianas. Entretanto, o couraçado SMS Szent István foi torpedeado por lanchas torpedeiras italianas e afundou na manhã de 10 de junho enquanto seguia para o ponto de encontro a fim de iniciar o ataque. Horthy, temendo mais ataques de lanchas ou contratorpedeiros, além da chegada de possíveis couraçados Aliados, achou que o elemento surpresa tinha sido perdido e cancelou o ataque.

### Pós-guerra

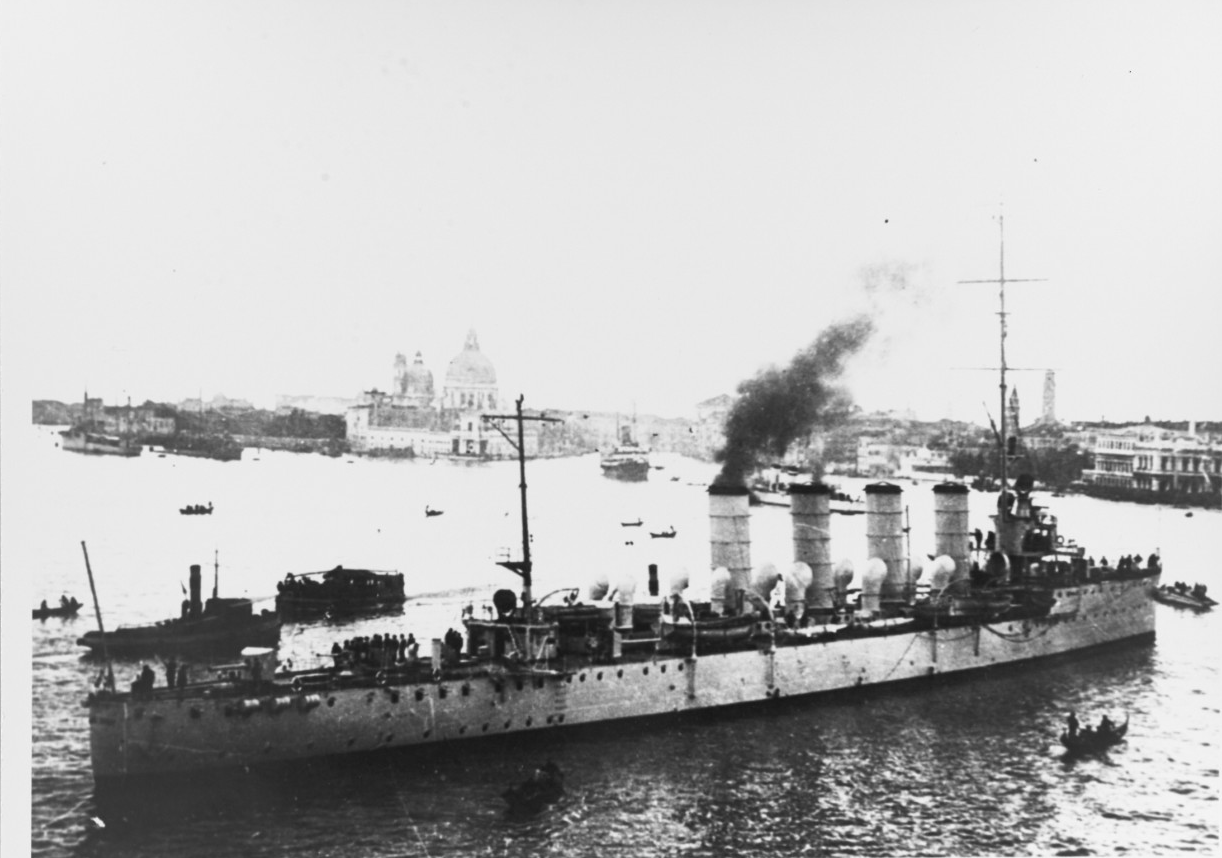
O Admiral Spaun em março de 1919 sendo desfilado como parte das celebrações da vitória italiana na guerra

Ficou claro em outubro de 1918 que a Áustria-Hungria estava a beira da derrota. Consequentemente, o governo austro-húngaro decidiu transferir pacificamente a maior parte de sua frota para o recém declarado Estado dos Eslovenos, Croatas e Sérvios. Isto foi considerado uma melhor opção do que entregá-la para os Aliados, pois o novo país tinha declarado neutralidade e ainda não tinha derrubado o imperador Carlos I como soberano, assim ainda existia a possibilidade de reformar o império em uma monarquia tripla. A transferência ocorreu em 31 de outubro, porém ela não foi reconhecida pelo Armistício de Villa Giusti, assinado em 3 de novembro.
O Admiral Spaun acabou sendo tomado dos iugoslavos pelos italianos em 10 de novembro. O cruzador foi levado para Veneza em março de 1919 para participar de um grande desfile da vitória, sendo exibido junto com os couraçados Tegetthoff e SMS Erzherzog Franz Ferdinand. Os três entraram na Lagoa de Veneza hasteando a bandeira italiana e foram escoltados até o porto, onde foram exibidos como prêmios de guerra. O Tratado de Saint-Germain-en-Laye assinado em setembro do mesmo ano cedeu o Admiral Spaun ao Reino Unido, com a transferência formal ocorrendo em setembro de 1920. Os britânicos não tinham uso para o navio e assim ele foi rapidamente vendido para uma firma de desmontagem italiana, sendo desmontado entre 1920 e 1921.